# Milčice
Milčice este o arie protejată (arie specială de conservare — SAC, sit de importanță comunitară — SCI) din Republica Cehă întinsă pe o suprafață de 3,86 ha, integral pe uscat.

## Localizare
Centrul sitului Milčice este situat la coordonatele 50°06′30″N 14°58′48″E / 50.108333°N 14.98°E.

## Înființare
Situl Milčice a fost declarat sit de importanță comunitară în noiembrie 2009 pentru a proteja un număr necunoscut de specii din flora spontană și fauna sălbatică aflate în arealul zonei. Situl a fost protejat și ca arie specială de conservare în martie 2017.

## Biodiversitate
Situată în ecoregiunea continentală, aria protejată conține 1 habitat natural: Izvoare petrifiante cu formare de travertin (Cratoneurion).
La baza desemnării sitului se află un număr nedeclarat de specii protejate.